# Viekšniai
Viekšniai jsou město v západní části Litvy, v severním Žemaitsku, v Telšiaiském kraji, v okrese Mažeikiai, 13 km na jihovýchod od města Mažeikiai.

## Významní rodáci
- Mykolas Biržiška (1882–1962), litevský literární historik, signatář aktu o nezávislosti
- Vaclovas Biržiška (1884–1956), kulturní historik, politický činitel
- Viktoras Biržiška (1886–1964), matematik, veřejná a politická osobnost
- Vincas Deniušis (1903–1978), litevský hudební pedagog, dirigent a sbormistr
- Vladimiras Beriozovas (1929–2016), politický a veřejný činitel
- Zigmuntas Jonas Beresnevičius (1942–), organický chemik, doktor fyzikálních věd
- Jonas Katakinas (1950–2005), tanečník a choreograf
- Petras Griškevičius (1809–1863), průkopník litevského letectví, který strávil poslední roky svého života ve Viekšniai, zde zemřel a také je tu pochován. V jeho domě bylo založeno muzeum
- Leonas Skabeika (1904–1936), básník
- Vincas Giedra (1929–1997), básník

## Galerie

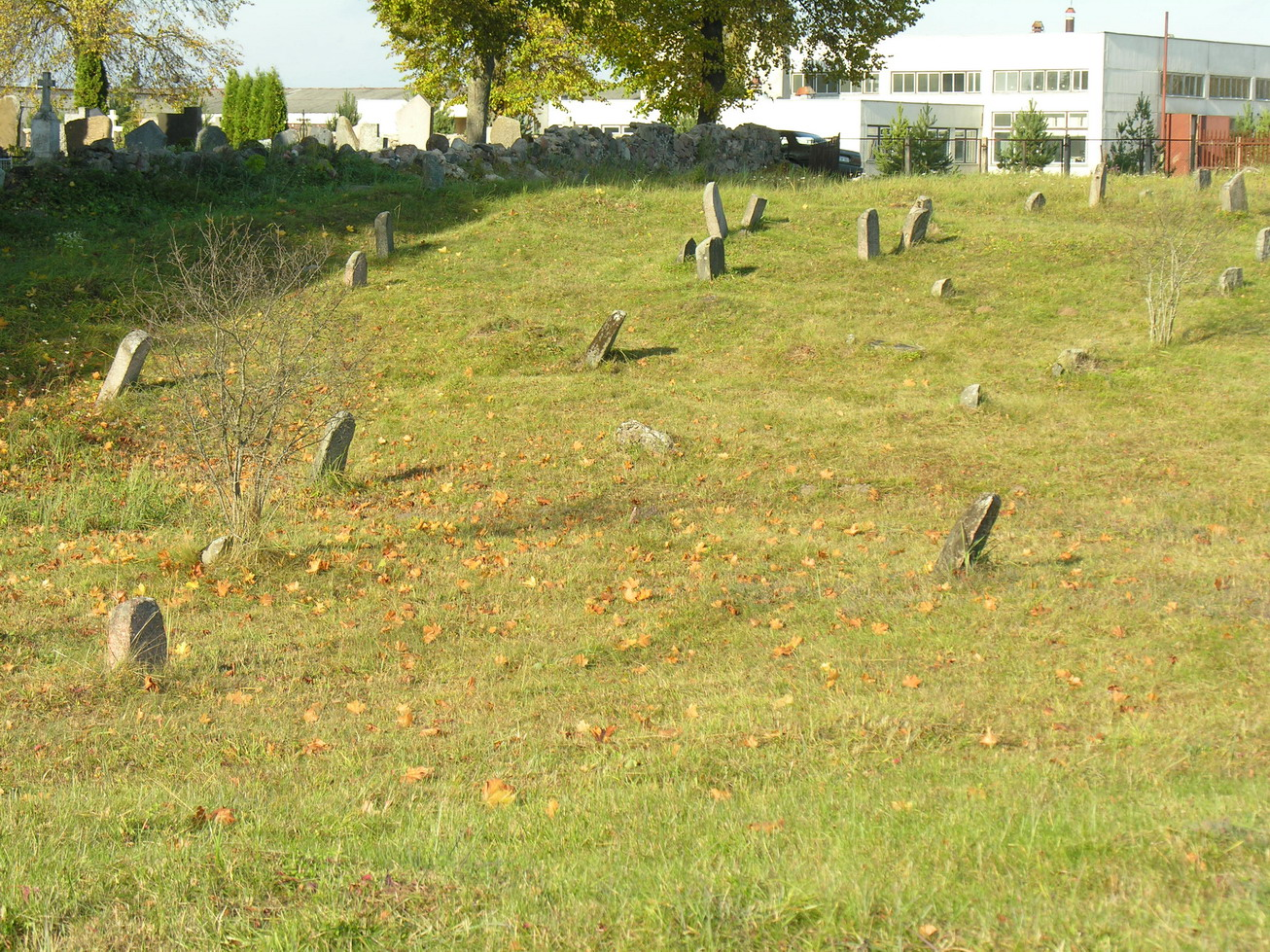
Židovský hřbitov ve Viekšniajích
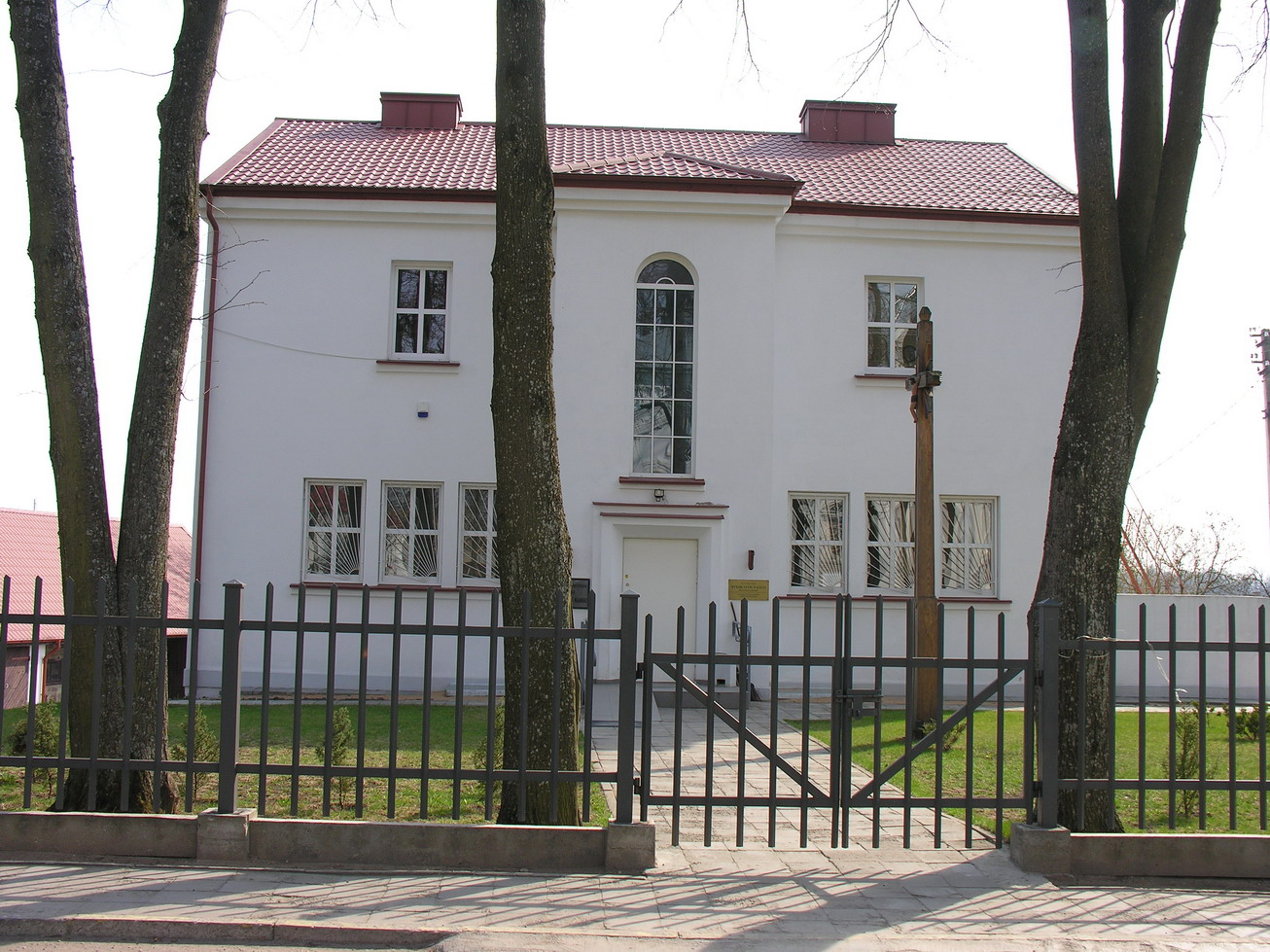
Dům zdraví ve Viekšniajích
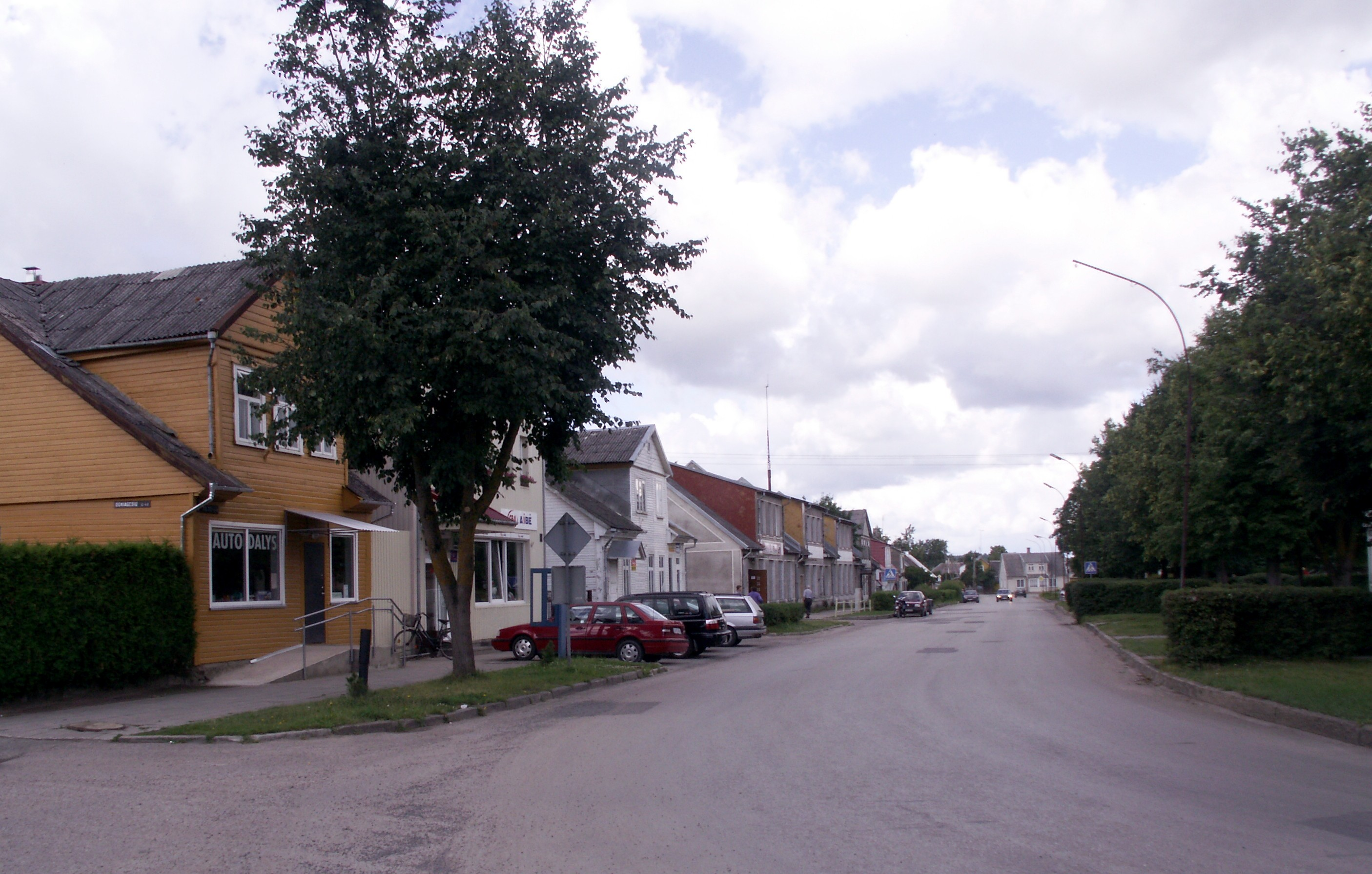
Hlavní náměstí (pohled směrem k mostu přes Ventu)
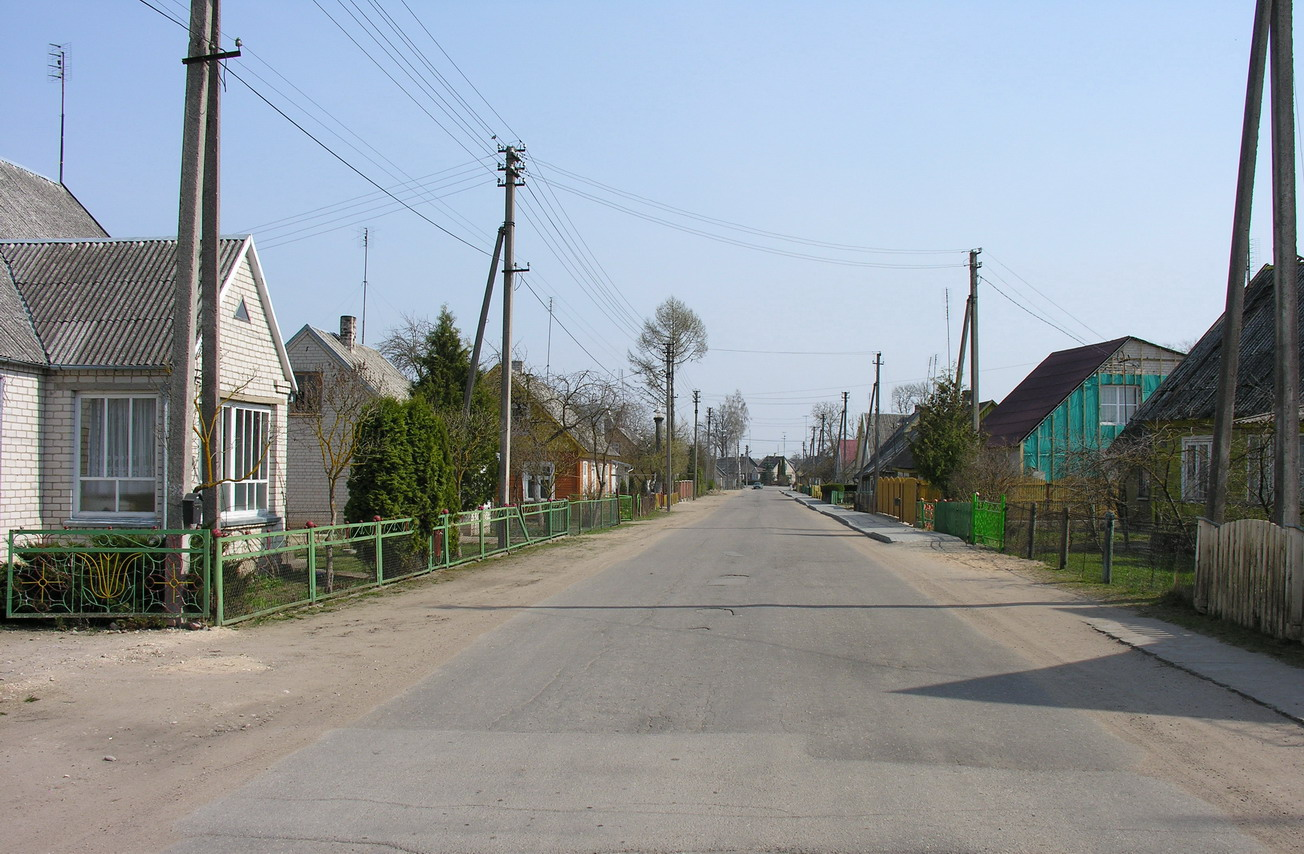
Ulice ve Viekšniai
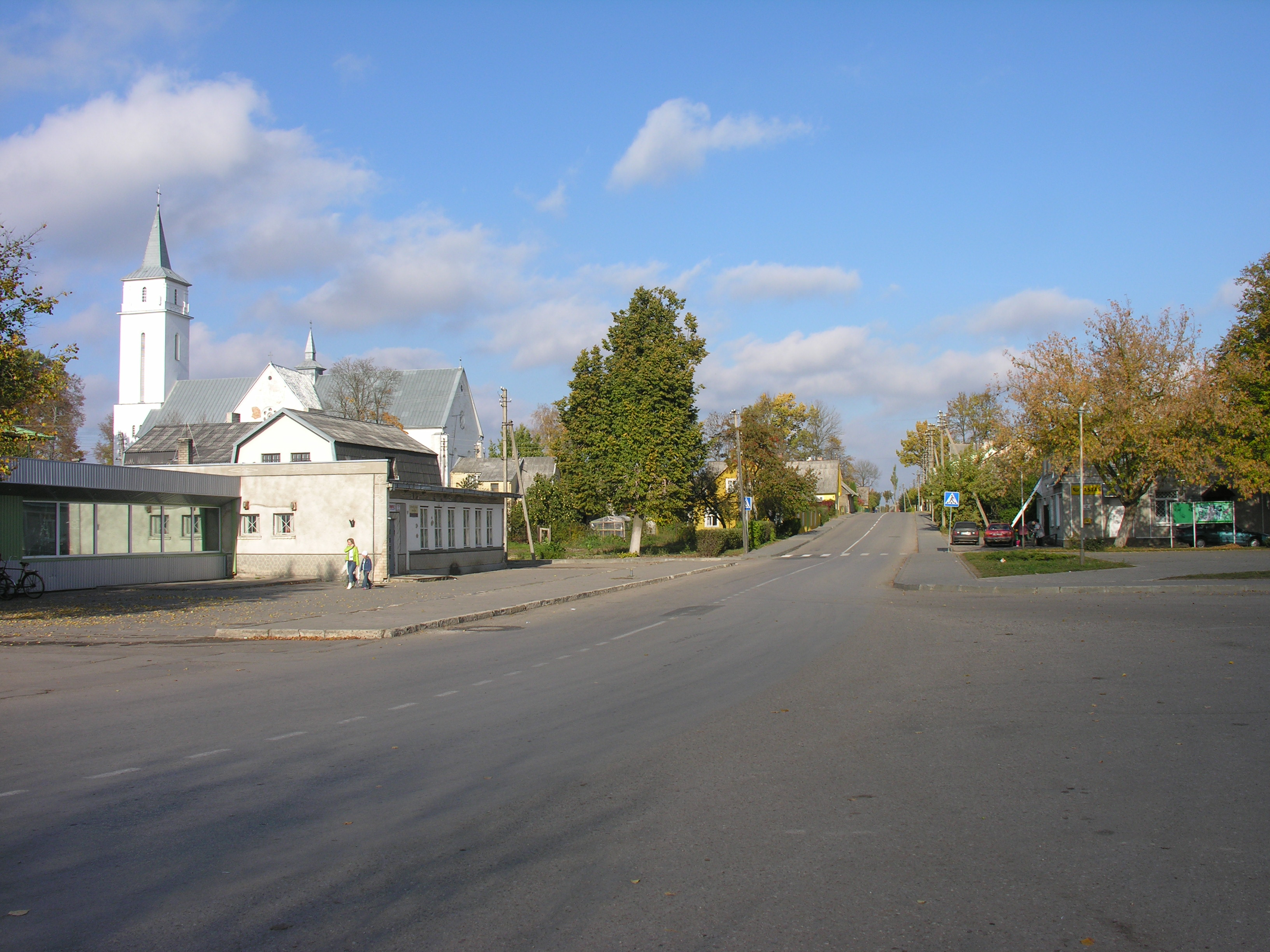
Hlavní náměstí
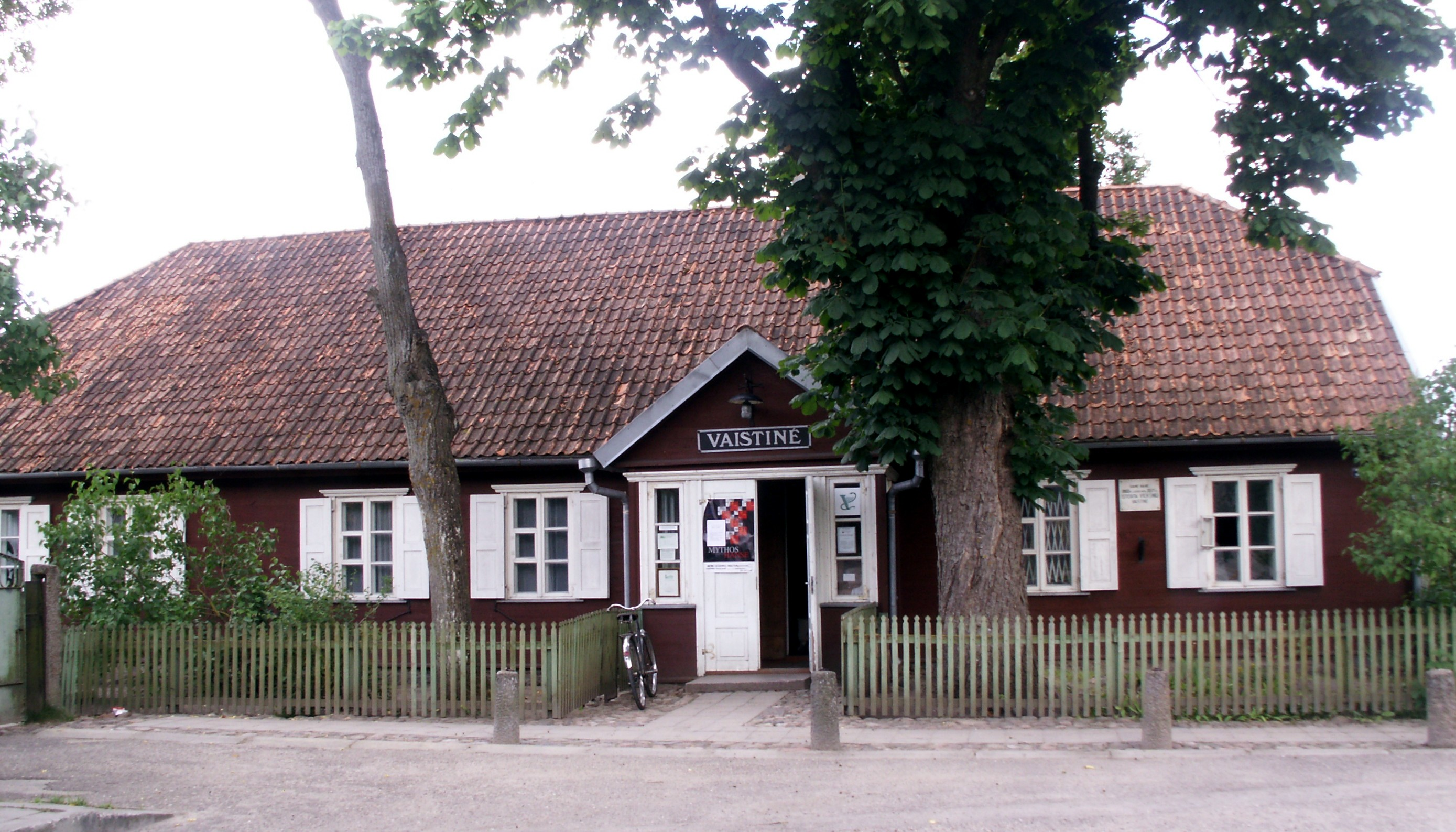
Historická lékárna ve Viekšniajích
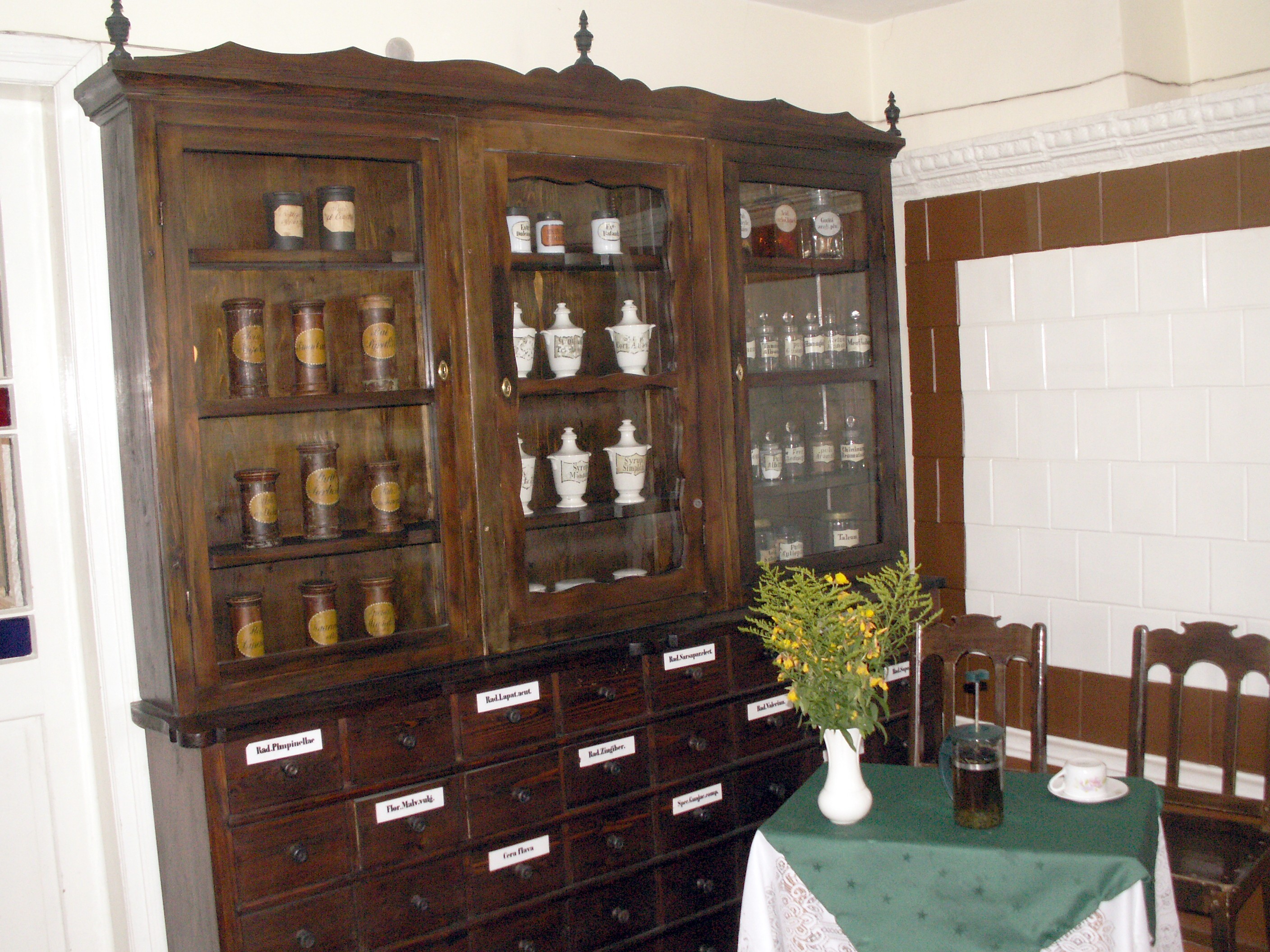
Historická lékárna
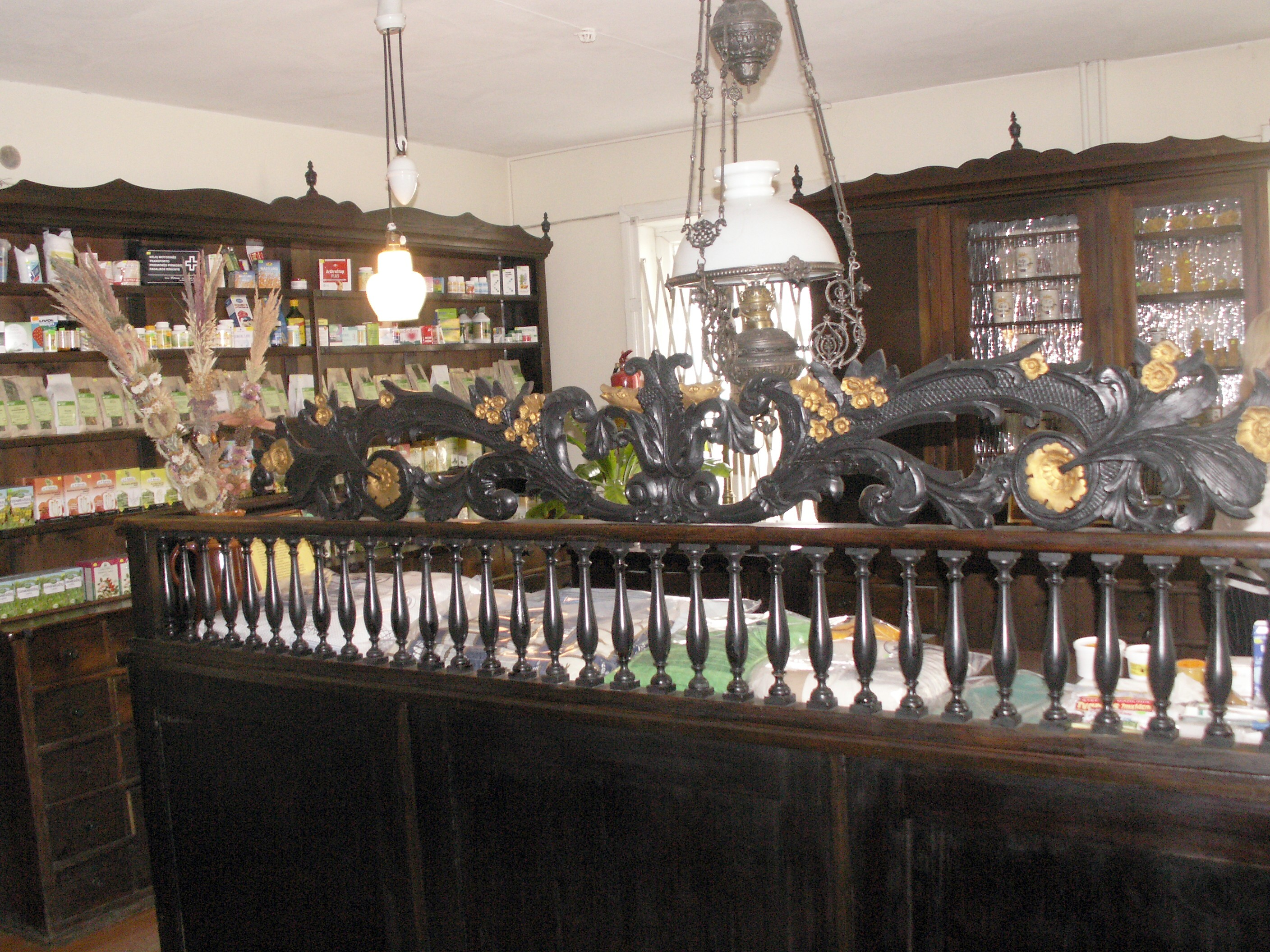
Historická lékárna
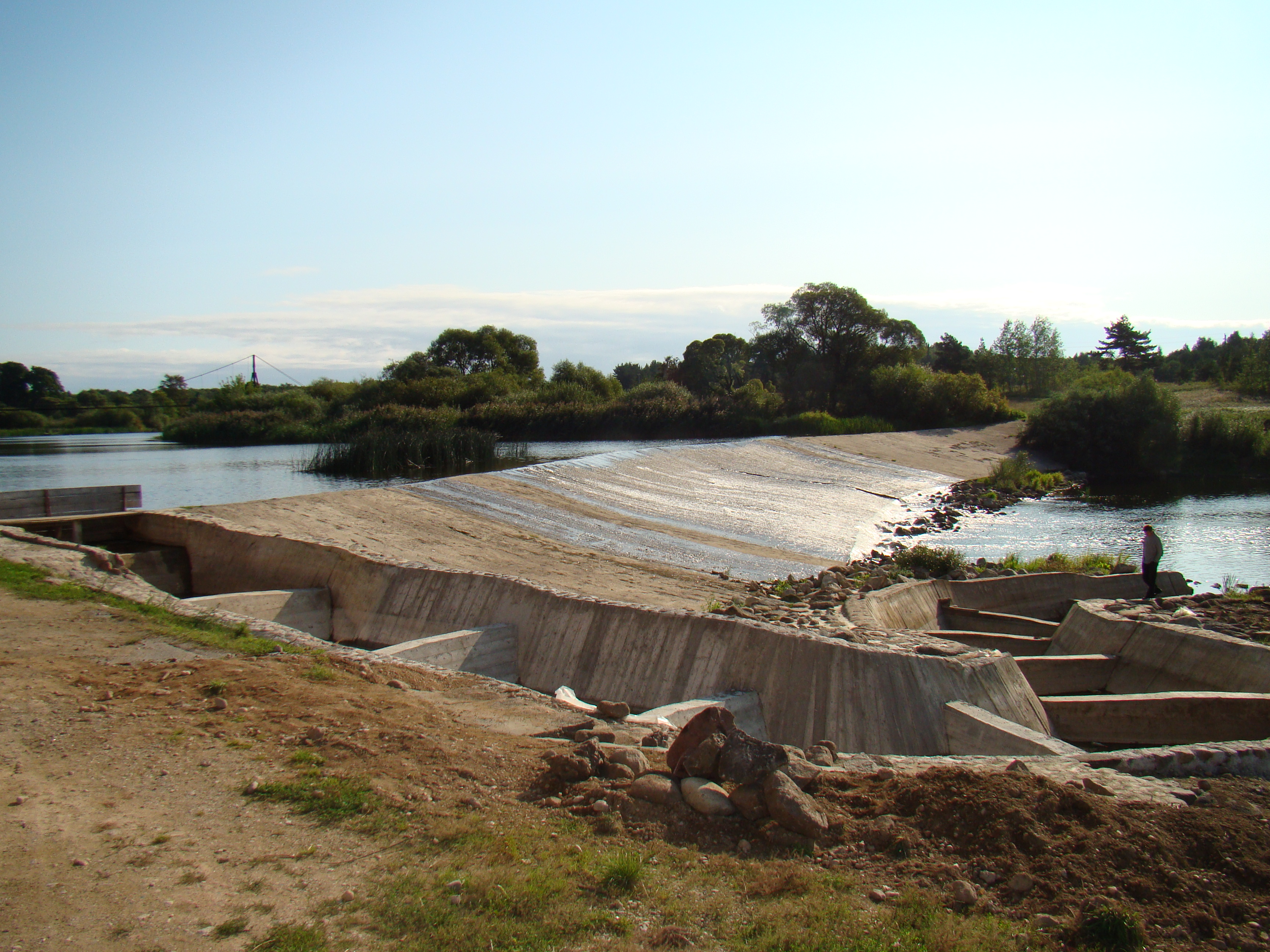
Hráz na Ventě ve Viekšniajích
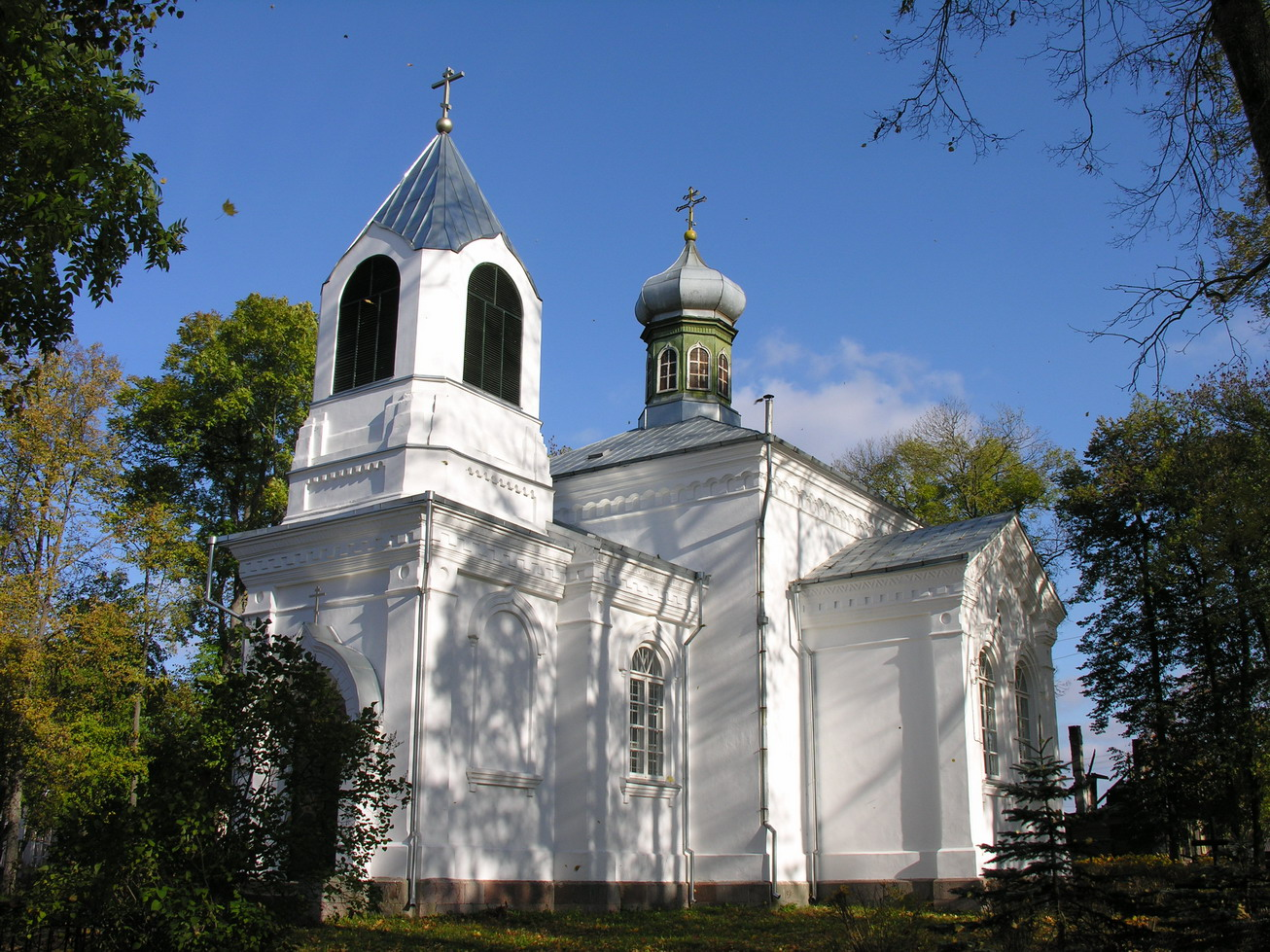
Pravoslavný kostel "Chrám Svatého Sergie Radoněžského" (od 1875)
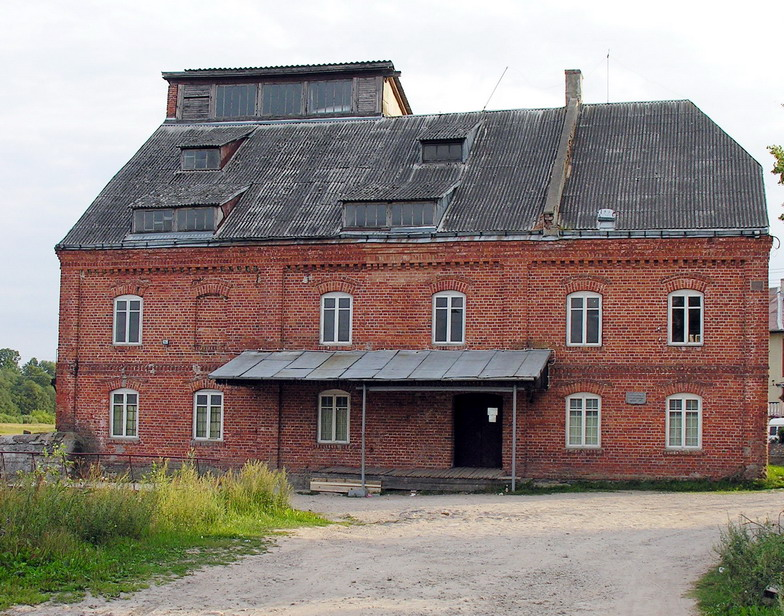
Budova mlýna ve Viekšniajích (od 1897)
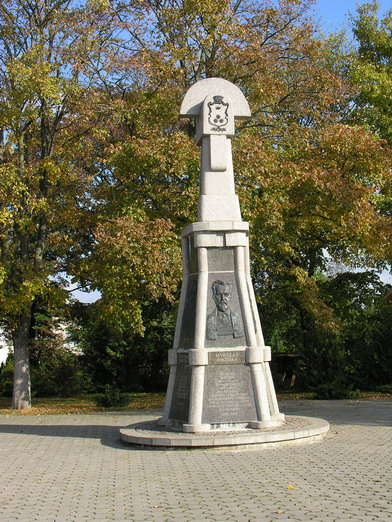
Památník Biržiškům
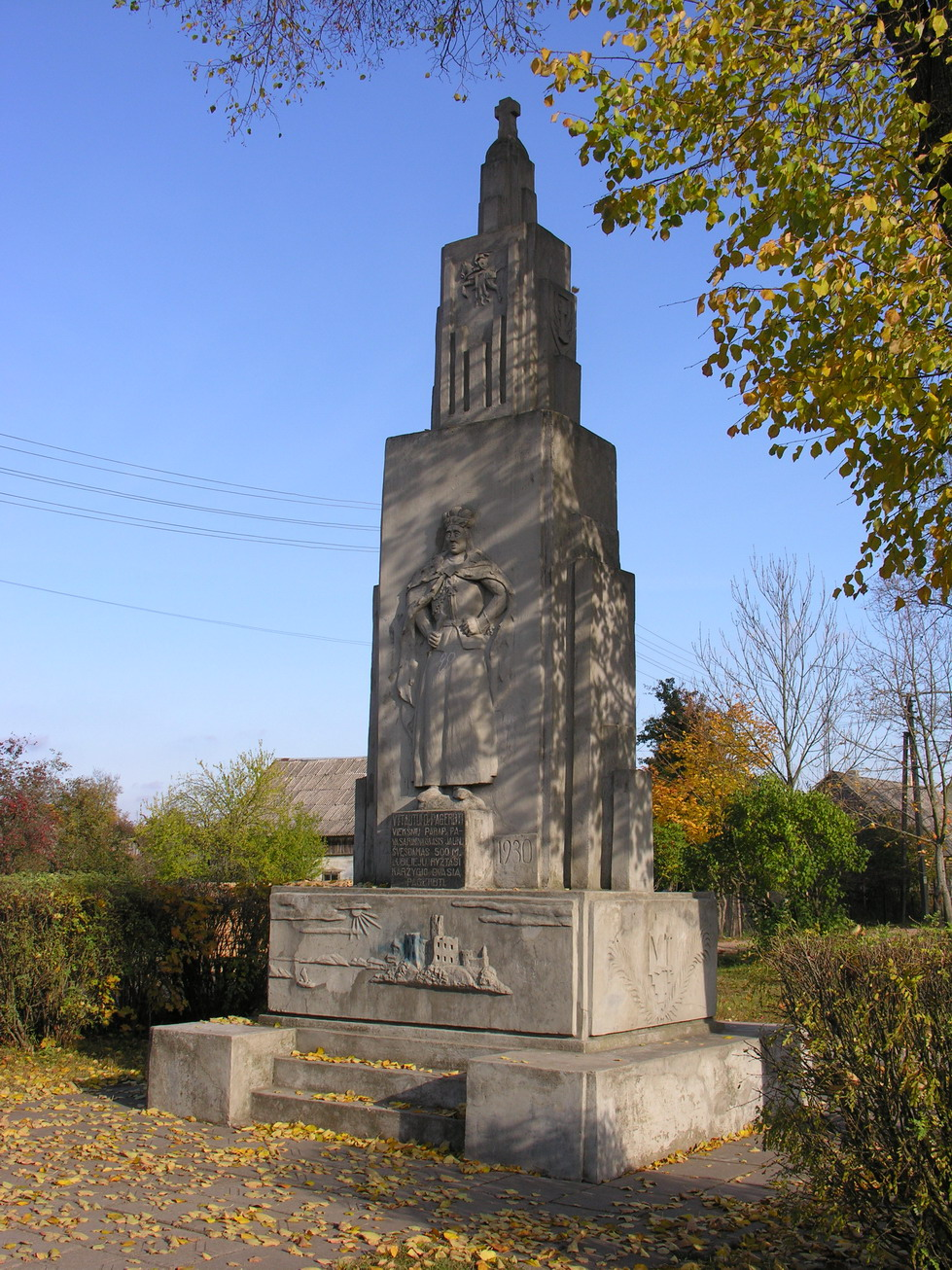
Památník Vytautase Velikého ve Viekšniajích